# Progetto di cronologia Xia Shang Zhou
Il Progetto di cronologia Xia Shang Zhou (夏商周断代工程S, Xià Shāng Zhōu Duàndài GōngchéngP) è stato un progetto multidisciplinare commissionato dalla Repubblica Popolare della Cina nel 1996, per determinare con esattezza i calendari delle dinastie Xia, Shang e Zhou. Circa 200 esperti vi parteciparono e i risultati furono resi noti nel novembre del 2000, scatenando anche polemiche da parte di altri studiosi.
Convenzionalmente, l'anno 841 a.C. segna l'inizio della reggenza Gonghe, durante la dinastia Zhou, e il primo anno di datazione annuale consecutiva della storia cinese. Il progetto di cronologia Xia Shang Zhou aveva l'obiettivo di determinare le date esatte per gli anni precedenti.

## Metodologia
Il progetto metteva insieme la datazione mediante radiocarbonio, con l'archeologia, l'analisi storica-testuale, l'astronomia e l'uso di altri metodi interdisciplinari per conseguire la massima precisione temporale e geografica.

## Controversie
Vi sono state parecchie controversie sui risultati del progetto. La critica maggiore è quella che il progetto supporta il concetto di 5.000 anni di storia cinese ininterrotta e omogenea, in cui le tre antiche dinastie (Xia, Shang e Zhou) governavano stati grandi e potenti, ignorando il fatto che in tutta la Cina e l'Asia centrale, durante quegli stessi periodi, esistevano  molte entità statuali, forse altrettanto avanzate.

## Cronologia

Scapola di bue con un'iscrizione divinatoria del periodo del re Wu Ding (1250-1192 a.C.).

Il Progetto di cronologia Xia Shang Zhou ha ricavato date precise per gli anni in cui salirono al trono i re successivi a Wu Ding, il re della dinastia Shang durante il cui regno vennero prodotti i più antichi oracoli su ossa conosciuti.
Queste date sono qui confrontate con le date tradizionali e quelle riportate nel The Cambridge History of Ancient China pubblicato nel 1999 e considerato il più accurato studio prima del Progetto.
| Dinastia | Re                | Ascensione al trono | Ascensione al trono | Ascensione al trono |
| Dinastia | Re                | progetto XSZ        | Cambridge History   | Tradizionale        |
| -------- | ----------------- | ------------------- | ------------------- | ------------------- |
| Shang    | Wu Ding           | 1250                | prima del 1198      | 1324                |
| Shang    | Zu Geng           | 1191                | dopo 1188           | 1265                |
| Shang    | Zu Jia            | –                   | c. 1177             | 1258                |
| Shang    | Lin Xin           | –                   | c. 1157             | 1225                |
| Shang    | Kang Ding         | –                   | c. 1148             | 1219                |
| Shang    | Wu Yi             | 1147                | c. 1131             | 1198                |
| Shang    | Wen Ding          | 1112                | c. 1116             | 1194                |
| Shang    | Di Yi             | 1101                | 1105                | 1191                |
| Shang    | Di Xin            | 1075                | 1086                | 1154                |
| Zhou     | Zhou Wu           | 1046                | 1045                | 1122                |
| Zhou     | Zhou Cheng        | 1042                | 1042                | 1115                |
| Zhou     | Zhou Kang         | 1020                | 1005                | 1078                |
| Zhou     | Zhou Zhao         | 995                 | 977                 | 1052                |
| Zhou     | Zhou Mu           | 976                 | 956                 | 1001                |
| Zhou     | Zhou Gong         | 922                 | 917                 | 946                 |
| Zhou     | Zhou Yi (Ji Jian) | 899                 | 899                 | 934                 |
| Zhou     | Zhou Xiao         | 891                 | 872?                | 909                 |
| Zhou     | Zhou Yi (Ji Zie)  | 885                 | 865                 | 894                 |
| Zhou     | Zhou Li           | 877                 | 857                 | 878                 |